# 埃格港城 (新澤西州)
埃格港城（英語：Egg Harbor City）是一個位於美國新澤西州大西洋縣的城市。

## 人口
根據2020年美國人口普查的數據，埃格港城的面積為29.58平方千米，當中陸地面積為28.10平方千米，而水域面積為1.47平方千米。當地共有人口4396人，而人口密度為每平方千米149人。